# Curbia martiata
Curbia martiata är en fjärilsart som beskrevs av Achille Guenée 1858. Curbia martiata ingår i släktet Curbia och familjen mätare. Inga underarter finns listade i Catalogue of Life.